# Novene

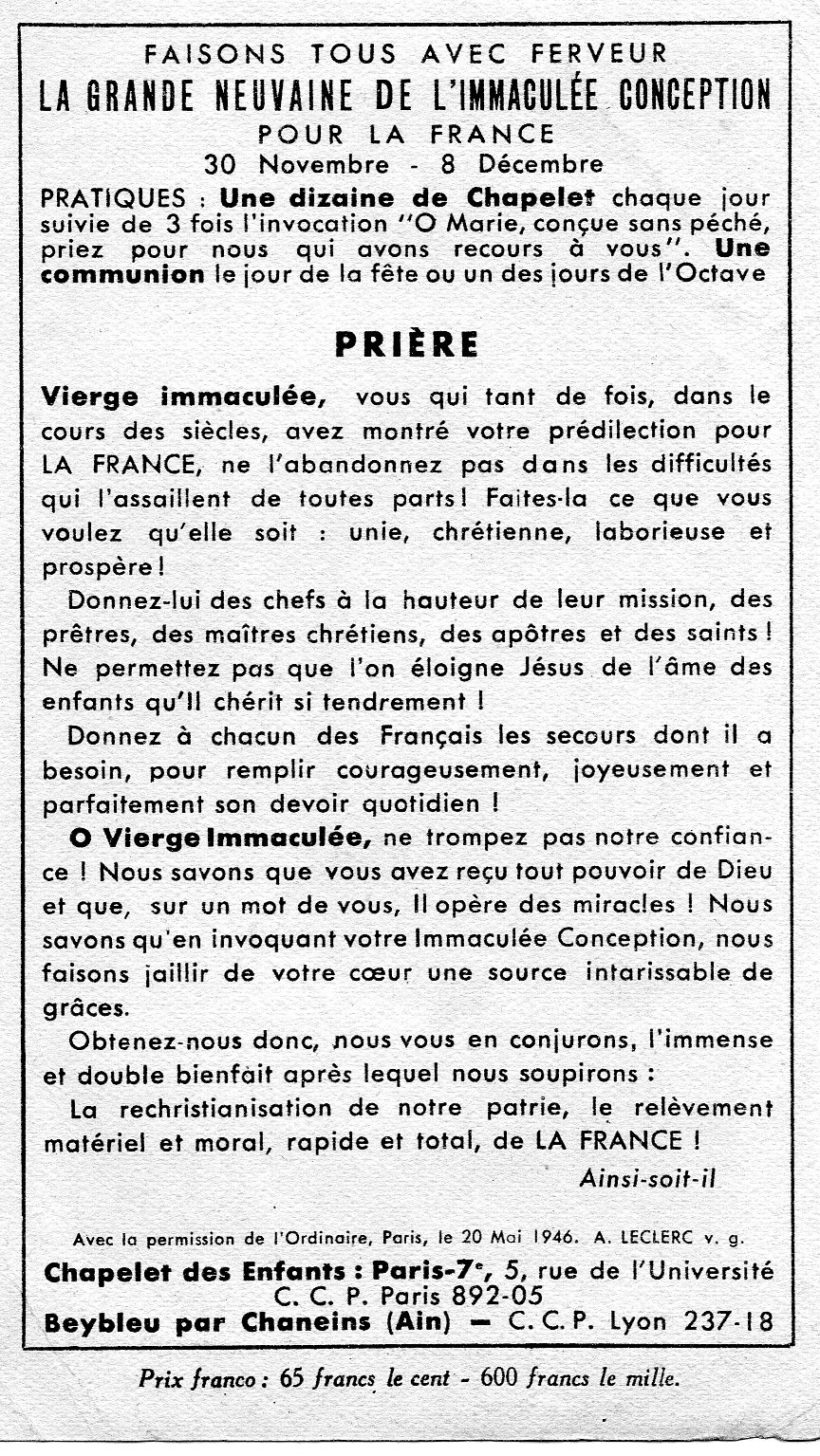
Anschlag von 1946, in der zu einer Novene zur unbefleckten Jungfrau Maria für das Heil Frankreichs aufgerufen wird

Die Novene (von lat. noveni „jeweils neun“) ist eine vorwiegend in der katholischen Kirche übliche Gebetsform, bei der bestimmte Gebete an neun aufeinanderfolgenden Tagen verrichtet werden, – zur Fürbitte oder um von Gott besondere Gnadengaben zu erflehen. Dabei kann das Gebet an den einzelnen Tagen der Novene täglich gleich sein oder aus einem gleichbleibenden und einem täglich wechselnden Teil bestehen.
Solche Novenen sind z. B. zur Vorbereitung eines Hochfestes (Ostern, Weihnachten, Pfingsten) oder auch vor einer wichtigen persönlichen Entscheidung oder vor bedeutenden Lebensereignissen (etwa Weihe, Profess, Jungfrauenweihe, Eheschließung) verbreitet. Beim Tode von Klerikern oder Personen des geweihten Lebens wird oft eine Trauernovene gehalten. Darüber hinaus gibt es unter anderem Novenen zur Jungfrau Maria und zu den Heiligen.
Die ursprünglich römisch-katholische Gebetspraxis wird mittlerweile auch in der orthodoxen, anglikanischen und einigen lutherischen Kirchen gepflegt.

## Pfingstnovene
Der Ursprung liegt wohl in der Pfingstnovene, dem neuntägigen Gebet um den Heiligen Geist, wie es die Apostel und die Jünger Jesu mit Maria nach der Himmelfahrt Jesu im Abendmahlssaal praktizierten. Sie geht auf den Pfingstbericht in der Apostelgeschichte 1,13–14  zurück, nach dem die ersten Christen nach der Himmelfahrt Christi zurückgezogen im Gebet lebten, bis am Pfingsttag der Heilige Geist über sie kam. Die Pfingstnovene gehörte seit der Barockzeit als fromme Übung zum Brauchtum der Kirche. Papst Leo XIII. ordnete am 9. Mai 1897 in seiner Enzyklika Divinum illud munus an, dass in allen Pfarrkirchen und geeigneten anderen Kirchen und Kapellen eine neuntägige Andacht gehalten werden solle. Durch die vom Zweiten Vatikanischen Konzil initiierte Grundordnung des Kirchenjahres (1969) wurde die Pfingstnovene aufgewertet und ist nun Teil der Liturgie; seitdem gibt es für die Werktage zwischen Christi Himmelfahrt und Pfingsten eigene Texte für die heilige Messe und für das Stundengebet.